# Saboteur (počítačová hra)
Saboteur! je akční adventura, kterou vydala v roce 1985 pro několik typů 8bitových počítačů softwarová společnost Durell Software. Naprogramoval ji Clive Townsend. Hlavní hrdina - sabotér - se snaží dostat do skladu, aby zde našel floppy disk se jmény šéfů podsvětí.

## Hratelnost
Hráč musí najít cestu komplexem místností, který je tvořen skladištěm, temnými podzemními tunely a tajným řídicím střediskem, najít disk a uprchout ven. Na střeše areálu ho čeká připravený vrtulník. K dispozici má hráč ukazatel energie, který klesá, když spadne z velké výšky, skloní se pod vodní hladinu nebo je napaden. Pokud energie klesne na nulu nebo uběhne předem stanovený čas, hra končí. Energii lze doplnit odpočíváním na klidném místě.
Sabotér se může sehnout, šplhat po žebřících, běhat a útočit na nepřátele úderem nebo kopáním. Hru začíná s jedním šurikenem a cestou může jako zbraň využívat také další věci (jako cihly nebo kousky trubek), které najde na hromadách odpadu ve skladišti. Ve skladišti je nainstalováno mnoho bezpečnostních systémů, kterým se hráč musí vyhnout nebo je obelstít. Počítají se mezi ně i hlídači, kteří používají pěstní souboj, popř. samopal, a kteří klidně čekají a jsou připraveni hráče pronásledovat a napadnout, pokud ho vidí nebo pokud dělá příliš mnoho hluku. Strážci mají k dispozici hlídací psy a automatické střílny ve zdech.
Než hra Saboteur! začne, je nutné zvolit obtížnost. Voleb je devět a předurčují, kolik strážců bude areál hlídat, kolik času bude mít sabotér na dokončení svého úkolu a jak těžká bude cesta k disku a následně k vrtulníku (tzn. kolik bezpečnostních dveří bude zamčených a bude potřeba je odemknout).

## Vývoj
O hře Saboteur! se říká, že je založena na nápadech a rutinách, které měl Clive Townsend připraveny pro Death Pit, hru, jejíž vývoj byl ukončen v souvislosti se Saboteurem. Prototyp Death Pitu byl nakonec oživen a je k dispozici na serveru World of Spectrum.

## Pokračování
V roce 1987 vyšlo pokračování hry s názvem Saboteur 2.
Objevilo se několik pokusů naprogramovat třetí díl (pod názvem Saboteur 3, Sabot3ur a Saboteur 3D) od původního autora, ale nikdy nebyly dokončeny.
Fanoušci hry dále vytvořili několik neoficiálních verzí Saboteura.
V roce 2015 Clive Townsend celý projekt oživil vytvořením webových stránek a webové verze hry. Od té doby na svém díle nepřetržitě pracuje, k dispozici jsou nové verze pro různé platformy a očekává se zveřejnění autobiografie v knižní podobě.